# بورگوماله
بورگوماله (به ایتالیایی: Borgomale) یک کومونه در ایتالیا است که در استان کونیو واقع شده‌است.

## خصوصیات
بورگوماله ۸٫۴ کیلومترمربع مساحت و ۳۹۹ نفر جمعیت دارد.